# Buste de Grégoire XV
Le Buste de Grégoire XV est une sculpture de marbre réalisée par le Bernin. Exécutée en 1621, l'œuvre est l'un des trois bustes du Bernin représentant le pape Grégoire XV. Les deux autres ont été réalisés en bronze.

## Présentation
Le Bernin commence à travailler sur le buste de marbre immédiatement après l'élection du pape Grégoire XV en février 1621, et termine en septembre de la même année. Cette rapidité s'explique par le fait qu'il a réutilisé les modèles de vêtements qu'il avait créés pour le Buste de Paul V en 1618. Ces deux bustes se ressemblent donc beaucoup. Dans les deux cas, l'artiste a placé la tête bas dans le col, selon un schéma triangulaire.
Le sculpteur se voit bientôt récompensé par le pape. Le 30 juin 1621, à l'âge de vingt-deux ans, il reçoit un titre de chevalier pontifical - l'ordre du Christ - et un salaire à vie. L'année suivante, Ottavio Leoni grave un portrait du sculpteur arborant l'insigne de l'ordre ; le Bernin porte désormais le titre de Cavaliere. C'est également  à cette époque que le Bernin est élu directeur de l'Accademia di San Luca, la société d'artistes de Rome, après en avoir été membre pendant seulement trois ans. Avec les grandes statues mythologiques qu'il a exécutées à la villa Borghese, ces honneurs témoignent de son succès précoce.
Ce portrait de Grégoire XV est conservé au Musée des beaux-arts de l'Ontario, à Toronto. Il a été offert au musée par Joey and Toby Tanenbaum en 1997.

## Exemplaires en bronze
Pendant qu'il travaillait sur le buste de marbre, le Bernin a également créé deux répliques en bronze. L'une est exposée au musée Jacquemart-André de Paris, et l'autre au Carnegie Museum of Art de Pittsburgh. Toutefois, des études récentes tendent à indiquer que le buste de Paris était un premier spécimen, destiné à un collectionneur romain.

## Galerie

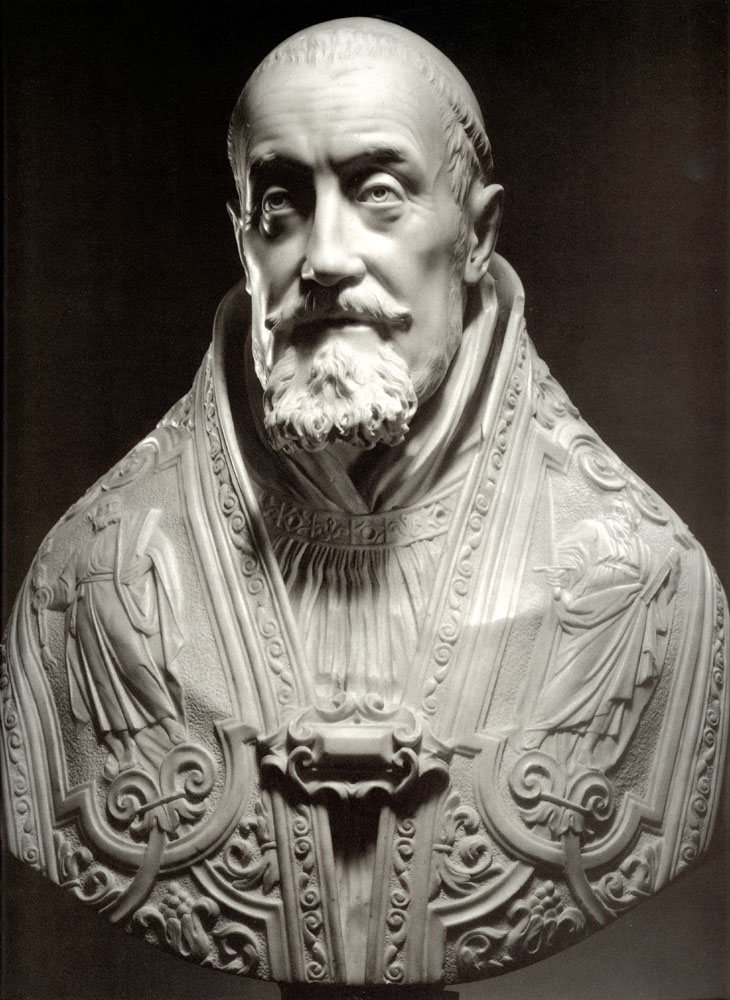
Buste de Grégoire XV (marbre), Musée des beaux-arts de l'Ontario, Toronto
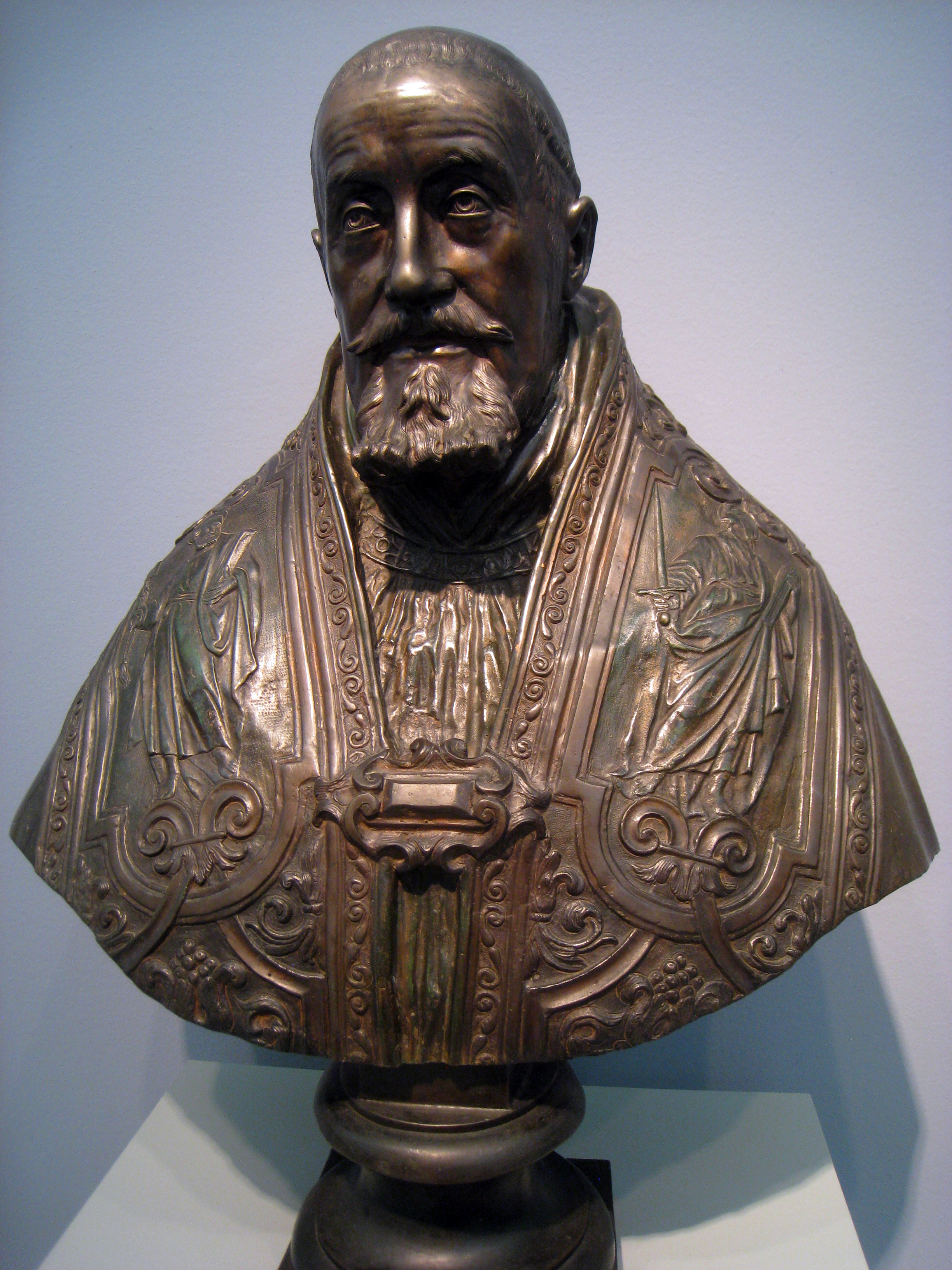
Buste de Grégoire XV (bronze), Carnegie Museum of Art, Pittsburgh
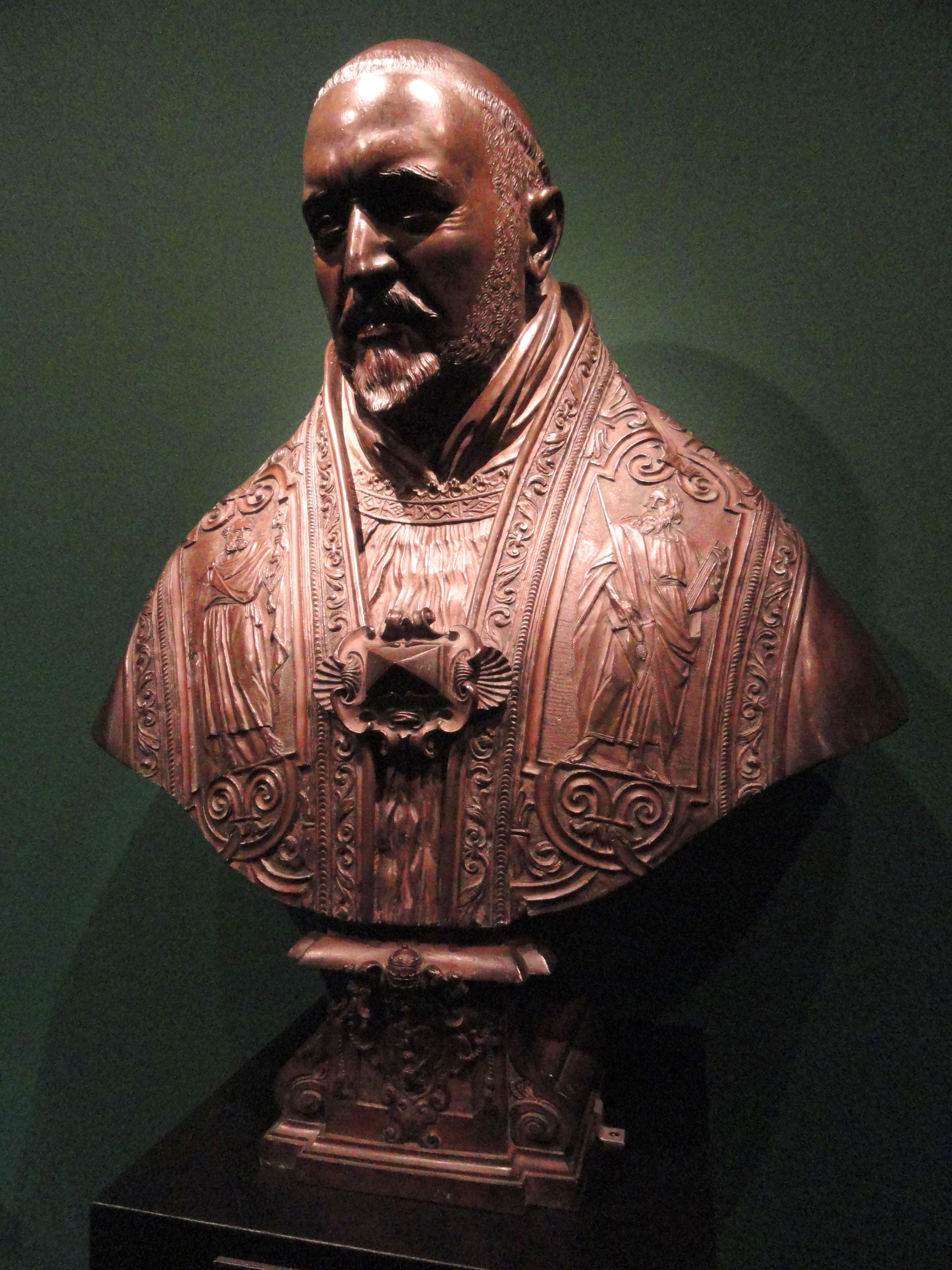
Buste de Paul V, Ny Carlsberg Glyptotek, Copenhague